# Scophthalmus maxima
El rodaballo (Scophthalmus maximus) es una especie de pez marino pleuronectiforme de la familia Scophthalmus. No se reconocen subespecies.
Su cuerpo es romboidal, casi circular, con los ojos en el flanco izquierdo, llegando a alcanzar una longitud de 100 cm y 12 kg de peso, aunque lo más habitual son los 60 cm. Los machos son más pequeños que las hembras. La aleta dorsal es larga y comienza entre los ojos y la boca. El flanco derecho está despigmentado y el izquierdo o superior posee tubérculos óseos de superficie rugosa y una coloración variable según el sustrato en el que se encuentre. La línea lateral está curvada por encima de la aleta pectoral y la aleta caudal posee manchas.
Su hábitat natural son los fondos marinos de arena, fango o grava, desde aguas someras hasta los 100 m de profundidad. Se distribuye en los mares Mediterráneo, Atlántico, Cantábrico, canal de la Mancha, del Norte y Báltico.
Se alimenta fundamentalmente de otros peces bentónicos, y más raramente de crustáceos y moluscos.
Se puede cultivar en piscifactorías.  Su talla mínima para el consumo deben ser 30 cm, según la Dirección General de Pesca del Principado de Asturias en España.

## Descripción
El rodaballo es un gran pez plano de ojo izquierdo, que se encuentra principalmente cerca de la costa en aguas arenosas poco profundas en todo el Mediterráneo, el Mar Báltico, el Mar Negro y el Atlántico Norte. El rodaballo europeo tiene un cuerpo asimétrico en forma de disco, y se sabe que puede llegar a tener una longitud de 1 metro (40 plg) y un peso de 24,9 kilogramos (54,9 lb).

## Clasificación taxonómica
Esta especie fue descrita por primera vez en 1758 por el naturalista sueco Carl von Linneo (1707-1778), pero como perteneciente al género Pleuronectes. Ya en 2015 las bases de datos de referencia mencionaban mayoritariamente Scophthalmus maximus como nombre válido.
Sinónimos y nombres mal aplicados:
- Pleuronectes cyclops Donovan, 1806
- Pleuronectes maeoticus (no Pallas, 1814)
- Pleuronectes maximus Linnaeus, 1758
- Pleuronectes turbot Lacepède, 1802
- Psetta maeotica (no Pallas, 1814)
- Psetta maxima (Linnaeus, 1758)
- Psetta maxima maxima (Linnaeus, 1758)
- Rhombus aculeatus Gottsche, 1835
- Rhombus maeoticus (no Pallas, 1814)
- Rhombus magnus Minding, 1832
- Rhombus maximus (Linnaeus, 1758)
- Rhombus stellosus Bennett, 1835
- Scophthalmus maeoticus (no Pallas, 1814)
- Scophthalmus ponticus Ninni, 1932

## Reproducción
La temporada de desove en la zona del Mar del Norte es de abril a agosto. La hembra,  libera de 10 a 15 millones de huevos en aguas abiertas en profundidades de agua de 10 a 40 metros, dependiendo del tamaño del cuerpo. Después de la inseminación por el macho, las larvas, inicialmente simétricas, se desarrollan a partir de los huevos fertilizados después de siete a nueve días, que se alimentan de plancton en las secciones costeras planas. Cuando los alevines, aunque muy asimétricos, es decir, de ojos izquierdos, han alcanzado una longitud de ocho a diez centímetros, se trasladan a aguas más profundas, donde permanecen, y después de cinco años alcanzarán la capacidad reproductiva.

## Biología
El rodaballo es un pez plano de gran importancia, con los dos ojos en la cara superior. Es común en la costa atlántica de Europa, pero menos frecuente en el Mediterráneo. Vive en fondos arenosos y fangosos, en aguas poco profundas, hasta un máximo de 100 metros de profundidad, adquiriendo el color del sustrato. Se reproduce de mayo a julio, en el Atlántico, y antes, de febrero a abril, en el Mediterráneo. Inicialmente, las larvas son simétricas, pero después de 40 a 50 días, a medida que se desarrollan, el ojo derecho migra hacia el lado izquierdo. El rodaballo es carnívoro: los juveniles se alimentan de moluscos y crustáceos y los adultos se alimentan principalmente de peces y cefalópodos.
El rodaballo tiene una importancia comercial considerable para la pesca. Es un pez que se puede producir mediante acuicultura. El rodaballo es considerado un manjar. 
El rodaballo del Mar Negro a menudo se ha incluido en esta especie, pero en la actualidad generalmente se lo considera separado: rodaballo del Mar Negro o kalkan (Scophthalmus  maeoticus).
El rodaballo verdadero no se encuentra en el Atlántico noroeste; el "rodaballo" de esa región es el fletán negro o rodaballo de Groenlandia  con el nombre antiguo Reinhardtius hippoglossoides.
En 1995, el rodaballo está relacionado con lo que se conoció como la guerra del fletán entre Canadá y España. El rodaballo no debe confundirse con el fletán, Hippoglossus hippoglossus. En Quebec, en 2012, la Office québécois de la langue française normalizó el nombre de fletán negro y no mantuvo el de "rodaballo de Groenlandia" para la especie Reinhardtius hippoglossoides. Muy similar en apariencia física es el rémol (Scophthalmus rhombus) también confundido con el rodaballo común, pero su carne es diferente. El término "rodaballo de arena" se refiere a otra especie de pez plano (Scophtalmus aquosus), que se encuentra en la parte americana del Atlántico.

## Pesca
La producción anual francesa, que representa entre 600 y 800 toneladas de pescado, procede principalmente del Canal de la Mancha, el Golfo de Vizcaya y, en menor medida, del Mediterráneo. Sin embargo, el rodaballo también se pesca en pequeños palangreros a lo largo de la costa bretona, en particular alrededor de la isla de Ouessant. 

### Tamaños mínimos de captura

#### Redes legales en Francia y en la Unión Europea
En Francia, la dimensión de la red para el rodaballo, es decir, la dimensión legal de captura para los pescadores aficionados y profesionales, es de 30 cm en el Canal de la Mancha, el Atlántico y el Mar del Norte,  y no está fijada para el Mediterráneo. Estas tallas mínimas legales están fijadas por el decreto del 16 de julio de 2009 «arrêté du 16 juillet 2009» (en francés). que determina la talla mínima o peso mínimo para la captura y desembarque de peces y otros organismos marinos así como por numerosos textos de referencia  decretados por la Unión Europea. 

#### Redes biológicas
La malla biológica, es decir la talla a partir de la cual son capaces de reproducirse el 100% de los rodaballos, es de 40 a 49 cm para el Mediterráneo y de 54 cm para el Canal de la Mancha, el Atlántico y el Mar del Norte. Por tanto, es claramente mayor que el marco legal. Resulta, matemáticamente, que el tamaño de malla legal en el Mediterráneo debería aumentarse a 38 cm (al menos) para evitar mejor la captura de juveniles no reproductivos, y a aproximadamente 50 cm en las costas occidentales de Europa.[cita requerida]

## Cultivo en estanques
El rodaballo es un alimento muy apreciado, por ser un pescado de sabor muy delicado. Es una especie comercial valiosa, cultivada a través de la acuicultura y también capturada con redes de arrastre. El rodaballo se cultiva en Bulgaria, Francia, España, Portugal, Rumania, Turquía, Chile, Noruega y China.

## Economía
Desde la década de 1980 se produce rodaballo de piscifactoría, especialmente en España: en 2021 se registraron 7 629 toneladas de rodaballo  y 6.419 toneladas en 2006. La producción europea en 2005 era de  unas 5.000 toneladas. España es el principal productor de rodaballo en Europa, representando aproximadamente el 74% de la producción total del continente.
El rodaballo Label Rouge se cría en el oeste de Francia (Bretaña, Charente Marítimo y Vendée), según especificaciones destinadas a garantizar la finura (incluido un bajo contenido en grasas) y la firmeza de la carne. La participación de Francia en la producción de rodaballo de tamaño comercial es modesta: menos de 1000 toneladas. Francia es, por otra parte, líder mundial en la producción de juveniles para Europa o China.[cita requerida]

## Enfermedades y parásitos
El rodaballo es susceptible a diversas enfermedades y parásitos, especialmente cuando se cría en ambientes de acuicultura. Estas condiciones pueden ocasionar problemas de salud significativos y pérdidas económicas en la industria acuícola.
Una de las enfermedades más comunes que afecta al rodaballo es la vibriosis, causada por bacterias del género Vibrio. Las infecciones por Vibrio pueden provocar enfermedades sistémicas graves, con síntomas como hemorragias, úlceras y lesiones en la piel y los órganos internos. Estas infecciones suelen ocurrir en condiciones estresantes, como entornos de alta densidad en la acuicultura o mala calidad del agua, donde el rodaballo se vuelve más susceptible a la invasión bacteriana.
Los parásitos son otra amenaza importante para la salud del rodaballo. Entre los más problemáticos se encuentran los ectoparásitos, como las especies de Gyrodactylus, que son gusanos parásitos que se adhieren a la piel y las branquias del pez. Estos parásitos pueden causar lesiones, dificultades respiratorias e incluso la muerte en casos graves. Además, los piojos de mar, como Lepeophtheirus salmonis, pueden infestar al rodaballo en entornos de acuicultura, afectando su crecimiento y salud general.
El rodaballo también es vulnerable a infecciones fúngicas, especialmente en etapas juveniles. Patógenos fúngicos como Saprolegnia pueden infectar la piel y las branquias del rodaballo, llevando a infecciones bacterianas secundarias y comprometiendo su sistema inmunológico. Estos brotes fúngicos a menudo se ven exacerbados por una mala calidad del agua o el estrés por manipulación.
Las deficiencias nutricionales también pueden afectar la salud del rodaballo, particularmente en condiciones de acuicultura donde su dieta es controlada. Las deficiencias de vitaminas, minerales o ácidos grasos pueden debilitar su sistema inmunológico, haciéndolos más susceptibles a infecciones y enfermedades.
Las medidas preventivas, como mantener una buena calidad del agua, controlar las densidades de cultivo y proporcionar una dieta equilibrada, son esenciales para minimizar el riesgo de brotes de enfermedades en la acuicultura del rodaballo. El monitoreo regular y la detección temprana son clave para gestionar y prevenir la propagación de estos problemas de salud.

## Preparación
El rodaballo tiene una carne blanca brillante que conserva este aspecto cuando se cocina. Como muchos pescados, el rodaballo produce cuatro filetes con partes superiores más carnosas que se pueden asar, estofar, cocer al vapor o freír.
Es conveniente que el  rodaballo tenga la piel brillante. Para cocinarlo entero, se puede escalfar en un caldo corto, pero también se puede asar. También se puede preparar el rodaballo en filetes,  o en paupiettes (enrollado y cocido).

### Asado a la vasca
El rodaballo entero a la parrilla es un pilar de la costa vasca española, particularmente en el pueblo pesquero de Guetaria, famoso por los mariscos que llegan a los muelles desde el Golfo de Vizcaya, y por el brillante y enérgico vino blanco de la región, el chacolí de Guetaria. El rodaballo, que posee un elevado contenido de gelatina natural, es muy adecuado para asar entero, ya que su piel sin escamas atrapa la gelatina mientras se cocina, manteniéndola rica y suculenta incluso a fuego alto.
En su preparación se rocía una vinagreta simple sobre el rodaballo mientras está a la parrilla. Esta vinagreta evita que la piel se seque y al final se convierte en una salsa cuando se revuelve y se emulsiona con los jugos de cocción del rodaballo, ricos en gelatina.